# Danh sách đài truyền hình Cúp FA
Cúp FA được phát sóng trực tiếp tại Vương quốc Anh bởi BBC Sport, BT Sport và các chủ sở hữu quyền phát sóng trên toàn thế giới. Gói phát sóng này bao gồm gói Cúp FA, Siêu cúp Anh và đôi khi có cả đội tuyển U-21 Anh.

## Tổng hợp các đài truyền hình Cúp FA

### Vương quốc Liên hiệp Anh và Bắc Ireland
| Đài truyền hình | Ghi chú |
| --------------- | --- |
| BBC Sport       | 16 trận trực tiếp mỗi mùa bao gồm trận chung kết. Các trận đấu có sự tham gia của các câu lạc bộ xứ Wales phát trên BBC Wales và S4C. Một trận đấu trực tiếp mỗi vòng loại trên BBC Red Button và trang web BBC Sport.                                                                                        |
| ITV Sport       | Ít nhất 20 trận đấu trực tiếp mỗi mùa, cộng thêm phát sóng trực tiếp FA Community Shield. ITV has first pick and fourth pick of matches in the Second Round, Fourth Round and the Quarter Finals, as well as second and third picks for the First, Third and Fifth Rounds and second pick of the Semi-finals. |

### Phần còn lại của thế giới
Các đài truyền hình này sẽ phát sóng giải đấu từ mùa giải 2025-26 đến 2028-29. 
| Quốc gia hoặc khu vực | Đài truyền hình               |
| --------------------- | ----------------------------- |
| Úc                    | Network 10, Paramount+ Sports |
| Bangladesh            | T Sports                      |
| Bosnia và Herzegovina | Sport Klub                    |
| Croatia               | Sport Klub                    |
| Montenegro            | Sport Klub                    |
| Bắc Macedonia         | Sport Klub                    |
| Serbia                | Sport Klub                    |
| Slovenia              | Sport Klub                    |
| Bỉ                    | Eleven Sports                 |
| Luxembourg            | Eleven Sports                 |
| Ba Lan                | Eleven Sports                 |
| Brazil                | ESPN                          |
| Canada                | Sportsnet                     |
| Trung Quốc            | Bilibili                      |
| Síp                   | Cytavision Sports             |
| Estonia               | Viaplay                       |
| Gruzia                | Adjarasport                   |
| Hy Lạp                | Cosmote Sport                 |
| Hungary               | Spíler TV                     |
| Iceland               | Stöð 2 Sport                  |
| Indonesia             | RCTI - RCTI+                  |
| Ireland               | Premier Sports                |
| Israel                | Sport1                        |
| Hàn Quốc              | SPOTV                         |
| Latvia                | Viaplay                       |
| Litva                 | Viaplay                       |
| Macau                 | Macau Cable TV                |
| Malta                 | TSN                           |
| Myanmar               | SKYNET Sports                 |
| Hà Lan                | Ziggo Sport                   |
| New Zealand           | Sky Sport                     |
| Romania               | Pro TV                        |
| Pakistan              | Sony Ten                      |
| Bồ Đào Nha            | Sport TV                      |
| Puerto Rico           | ESPN                          |
| Nga                   | Match TV                      |
| Singapore             | mio Sports                    |
| Thổ Nhĩ Kỳ            | Tivibu Spor                   |
| Hoa Kỳ                | ESPN                          |
| Việt Nam              | FPT Play                      |